# Amy Kleinhans
Amy Kleinhans-Curd, née le 12 juillet 1968 dans la province du Cap, est la première femme de couleurs gagnante du Miss Afrique du Sud en 1992. Elle se place en cinquième position lors du Miss Monde le 12 décembre 1992, représentant le continent africain. Depuis 2023 elle participe à l'émission The Real Housewives of Wynlande.

## Miss Afrique du Sud
En tant que femme métis du Cap de 23 ans, elle concours pour la première fois en 1991 et se place seconde. Elle recandidate l'année suivante et vainc les 11 autres participantes pour le titre de Miss Afrique du Sud 1992. C'est la première fois qu'une femme de couleurs gagne dans l'histoire du concours de beauté. 